# Exexgay
La expresión exexgay se utiliza para denominar a las personas que en algún momento formaron parte del movimiento exgay con el objetivo de cambiar su orientación sexual hacia la heterosexualidad, pero que más tarde se reconocieron públicamente como personas LGBT.
Los denominados «exexgais» declaran frecuentemente que han terminado con su intento de cambiar su orientación sexual hacia la heterosexualidad y se consideran a sí mismos como lesbianas, gais o bisexuales.
Las organizaciones del movimiento exgay ofrecen programas que denominan «terapias reparativas» para que las personas LGBT modifiquen su orientación sexual. A este tipo de terapias se oponen diversas organizaciones médicas mayoritarias como:
- American Academy of Pediatrics (Academia Estadounidense de Pediatría)[1]
- American Counseling Association (Asociación Estadounidense de Consejería)
- American Psychiatric Association (Asociación Psiquiátrica Estadounidense)
- American Psychological Association (Asociación Psicológica Estadounidense)
- National Association of Social Workers (Asociación Nacional de Trabajadores Sociales).

Más concretamente, la American Psychiatric Association (Asociación Psiquiátrica Estadounidense) califica las terapias de reorientación sexual como inefectivas en su intento de cambiar la orientación sexual, así como perjudiciales para las personas LGBT sanas.
Las personas que dejan de formar parte del movimiento ex gay, a menudo dan un paso más calificando sus métodos de «lavado de cerebro».
Tres de las personas que se han declarado públicamente como «ex ex gais» han sido Günter Baum, Peterson Toscano y Christine Bakke, siendo estos dos últimos los fundadores de una comunidad de ex ex gays en internet llamada Beyond Ex-Gay.
En junio de 2007, junto a la organización Soulforce, que combate la homofobia basada en opiniones religiosas y al Centro de recursos LGBT de la Universidad de California, Irvine, organizaron la primera Conferencia de supervivientes ex gais.
El movimiento de ex ex gais también ha llegado a España.